# مجزز المدلجي
مُجَزِّز المدلجي الكناني ، صحابي وقائف مشهور استخدمه النبي محمد لإثبات أبوة زيد بن حارثة لابنه أسامة، وشهد كذلك فتح مصر.

## اسمه ونسبه
- هو: مُجَزِّز بن الأعور بن جعدة بن معاذ بن عتوارة بن عمرو بن مدلج بن مرة بن عبد مناة بن كنانة بن خزيمة بن مدركة بن إلياس بن مضر بن نزار بن معد بن عدنان، المدلجي الكناني.

وروي أنه لم يكن اسمه مُجَززًا؛ وإنما قيل له ذلك لأنه كان إذا أسر أسيرًا جزَّ ناصيته وأطلقه.

## حادثته مع النبي لإثبات أبوة زيد لأسامة
ذكر في الصحيحين منْ طريق الزهري، عن عُروة، عن عائشة؛ قالت: "دخل عليَّ النبيُّ ﷺ مسرورًا تبرق أساريرُ وجهه"؛ فقال: « ألم تري أن مُجَزِّز المدلجي نظر آنفا إلى زيد بن حارثة وأسامة بن زيد، فقال: إن بعض هذه الأقدام من بعض» وفي رواية ابْنِ قُتَيْبَةَ: مَرّ على زيد وأسامة وقد غَطّيا رؤوسهما وبدت أقدامهما.